# Slowenische EU-Ratspräsidentschaft 2008
Die Slowenische EU-Ratspräsidentschaft in der ersten Jahreshälfte 2008 bezeichnet den Vorsitz Sloweniens im Rat der Europäischen Union. Turnusgemäß wurde auf Grundlage von Art. 203, Satz 1 EGV in Verbindung mit dem Ratsbeschluss 2005/902/EG, EURATOM, der amtierende slowenische Ministerpräsident Janez Janša am 1. Januar 2008 Vorsitzender des Europäischen Rates. Außenminister Dimitrij Rupel übernahm das Amt des Präsidenten. Am 1. Juli 2008 wurde die Ratspräsidentschaft an Frankreich übergeben.